# ARA Pueyrredón
El ARA Pueyrredón fue un crucero acorazado de la Armada Argentina, construido en Italia y entregado a Argentina el 4 de agosto de 1898. El buque recibió su nombre en honor a Juan Martín de Pueyrredón (1777-1850), director supremo de las Provincias Unidas de 1816 a 1819.

## Construcción y entrega
Botado en Génova (Italia) el 25 de julio de 1898, e inicialmente construido para la Regia Marina italiana con el nombre de Francesco Ferruccio, tras algunas tentativas de compra por parte del gobierno de Chile, el crucero finalmente fue comprado por el gobierno argentino, para el que entró en servicio el 4 de agosto de 1898.
El Pueyrredón formaba parte de la Clase Giuseppe Garibaldi de cruceros acorazados italianos. Una clase que estaría formada por 10 cruceros acorazados, todos ellos construidos en Italia, entre los astilleros Ansaldo de Génova y Orlando de Livorno. De estos buques, el crucero Pueyrredón fue el cuarto y último de su clase adquirido por el gobierno de Argentina.

## Historia operacional

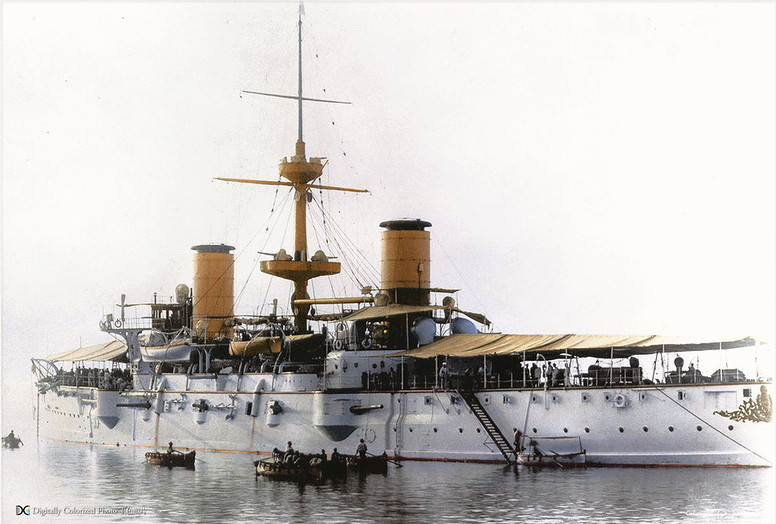
Imagen coloreada del ARA Pueyrredón.

Bajo el mando del Capitán de fragata Onofre Betbeder, y tras realizar las pruebas de maquinaria y artillería, el 4 de agosto de 1898, el crucero recibe su pabellón argentino y parte de Génova hacia Argentina, haciendo escala en Gibraltar, San Vicente y Bahía, arribando el 1 de septiembre a Punta Piedras, donde pasa a formar parte de la División de Cruceros Acorazados.
En 1918, como buque de instrucción de la 44.ª promoción de la Escuela Naval Militar, realizó un viaje de 19500 millas entre el 2 de marzo y el 25 de noviembre.
En 1922 se le modifican las calderas para poder quemar nafta.
En 1927 se le reclasifica, junto a sus buques gemelos, como guardacostas.
Entre 1937 y 1940 pasa a formar parte de la división de instrucción y a partir de 1941 reemplaza como buque escuela al crucero La Argentina.
Durante el año 1953 permanece en la base naval de Puerto Belgrano, y el 2 de agosto de 1954 es dado de baja del servicio activo.
El 4 de enero de 1955 se arría por última vez su pabellón, ya que es vendido a la compañía Boston Metal, de Baltimore, Estados Unidos, siendo remolcado hasta Japón, donde fue desguazado.